# VSG Altglienicke
Die Volkssport Gemeinschaft Altglienicke, kurz VSG Altglienicke, ist ein Verein aus dem Berliner Ortsteil Altglienicke im Bezirk Treptow-Köpenick. Der Verein zählt zu den wenigen im früheren Ost-Berlin, der über die DDR-Zeit hinweg seinen traditionellen Vereinsnamen bewahren konnte und nicht wie damals politisch gewünscht unter dem Dach eines Trägerbetriebes als Betriebssportgemeinschaft verschwand.
Neben Fußball hat der Verein Sportabteilungen für Gymnastik, Volleyball, Handball, Tanzen, Badminton und Alterssport. Seiner ersten Fußballmannschaft gelang es zwischen 2004 und 2017 von der Kreisliga B bis in die Regionalliga aufzusteigen, der sie seitdem angehört. Sie trägt ihre Heimspiele in der Saison 2024/25 in der HOWOGE-Arena „Hans Zoschke“ im Berlin-Lichtenberg aus.

## Geschichte

### 1883 bis 1945
Die Geschichte des Altglienicker Sports begann am 25. Juli 1883 mit der Gründung des MTV Spieß als bürgerlicher Turnverein. In den folgenden Jahrzehnten gab es durch die gesellschaftlichen Rahmenbedingungen stetige Veränderungen für den Sportbetrieb in Altglienicke. 1906 gründeten sich erste Arbeitersportvereine wie z. B. der BSC Freiheit 06. 1909 gründete sich der Altglienicker Ballspielclub 09 als reiner Fußballverein und unter dem Dach des DFB. Die Arbeitersportvereine vereinigten sich 1913/1914 zur Turn- und Sportvereinigung Altglienicke 06, die jedoch 1933 aufgelöst wurde. Von den Fußballern des Altglienicker BC 09 liegen ab 1911 erste Tabellen vor. Von den Handballern gibt es von der Abteilung des MTV Spieß ab 1932 Abschlusstabellen. Von den Handballern der TuSV Altglienicke 06 gibt es wenige Informationen. Der MTV Spieß sowie der Altglienicker BC 09 wurden 1945 durch Beschluss des Alliierten Kontrollrates wie alle anderen Vereine aufgelöst.

### 1946 bis 1960
Zu Beginn des Jahres 1946 erfolgte die Bildung von allgemeinen Sportsparten, die ihren Sport auf kommunaler Ebene in den Sportarten Turnen, Handball, Fußball, Kegeln, Schach und Angeln durchführten. Die Mannschaften der Wettkampfsparten wurden zumeist in untere Spielklassen der Verbände eingereiht. Ab dem 1. April 1949 durften sich wieder Vereine gründen. Es wurde der Altglienicker Sportverein (ASV) gegründet. Diesem traten bis auf die Angler alle Sportsparten bei. Nach der Saison 1949/50 erfolgte im Fußball die Trennung des Spielbetrieb zwischen Ost und West. Im Handball erfolgte diese Trennung erst zwei Jahre später.
Die Sportführung der DDR versuchte ab Gründung der DDR, alle Vereine an die neuen volkseigenen Betriebe anzugliedern. Bereits im Oktober/November 1951 wurde seitens der BSG Chemie Adlershof versucht, eine Vereinigung mit dem Altglienicker Sportverein herbeizuführen. Dieses wurde durch den Vorstand des Altglienicker Sportvereins sowie durch alle Sportsparten des Vereins am 9. Oktober 1951 abgelehnt. Der Altglienicker Sportverein blieb ein privater Verein ohne Betriebsbindung.
1952 verbot die DDR-Sportführung die Bezeichnung „Verein“. Der Altglienicker Sportverein nannte sich nach langen Diskussionen über den neuen Vereinsnamen am 1. Juli 1952 in Volkssport Gemeinschaft Altglienicke um. Die Anfangsbuchstaben bildeten das noch heute gültige neue Vereinssymbol V-G-A. Die Fußballer der VSG spielten ab diesem Zeitpunkt in der 1. Kreisklasse, die Handballer schafften 1953 in der Feldhandballmeisterschaft den Aufstieg in die höchste Spielklasse Ostberlins. Die Abteilung Kegeln konnte nach der Eröffnung der Kegelbahn im Stadion Altglienicke, die im Jahr 1951 erfolgte, eine Vielzahl von Mannschaften auf die Beine stellen, die im Rahmen der Ostberliner Meisterschaften immer eine sehr gute Rolle spielten. Bis zum Jahr 1956 spielten die Fußballer die VSG Altglienicke in der 1. Kreisklasse. Durch eine Spielklassenreform 1956 musste man als Sechster in die unterste Spielklasse im Berliner Fußball absteigen. Im Jahr 1958 stiegen die Fußballer aus der Kreisklasse als Zweitplatzierter wieder in die 1. Klasse auf. Im darauffolgenden Jahr gelang dann als Meister der 1. Klasse sogar der Aufstieg in die Stadtklasse, der damaligen zweithöchsten Berliner Spielklasse.

### 1960 bis 1991
In dieser Spielklasse spielte man bis zur Saison 1964/65, nach der Saison ging es wieder zurück in die 1. Kreisklasse. Die nächsten Jahre waren ein auf und ab. Die VSG Altglienicke pendelte nun zwischen Bezirksklasse und 1. Kreisklasse hin und her. Der erneute Aufstieg gelang erst wieder in der Saison 1969/70. Die Bezirksklasse, wie die Stadtklasse nun hieß, konnte aber nicht gehalten werden, so dass die VSG Altglienicke postwendend wieder abstieg. Zwischen 1974 und 1982 wechselte die VSG Altglienicke mehrmals die Spielklasse, dem Aufstieg in die Bezirksklasse, folgte dann wieder Abstieg in die 1. Kreisklasse. Erst mit der Spielzeit 1982/83 konnte die Mannschaft dauerhaft die Zugehörigkeit der Bezirksklasse sichern.
In den 60er-Jahren kommt es zu weiteren Anfragen, ob sich die VSG Altglienicke nicht doch einem Betrieb anschließen möchte. Auch diese Anfragen werden wie 1951 abgelehnt. Die VSG bleibt ein privater Verein. In der Saison 1988/89 wurde der zweite Platz in der Bezirksklasse Staffel B erreicht, der zu zwei Aufstiegsspielen in die Bezirksliga – damals höchste Berliner Spielklasse – berechtigte. In zwei spannenden Spielen konnte der Favorit BSG Einheit Pankow bezwungen werden. Das Hinspiel in Altglienicke wurde mit 3:1 gewonnen, ebenso wurde das Rückspiel in Pankow gewonnen. Diesmal mit 3:2.
Somit spielte die VSG Altglienicke erstmals in der Vereinsgeschichte in der Bezirksliga. In der Bezirksligasaison 1989/90 wurde der 13. Platz erreicht, womit der Abstieg verhindert werden konnte. In darauffolgenden Saison 1990/91 wurde der 10. Platz in der Landesliga Ost erreicht. Nach der Wiedervereinigung wurde die VSG Altglienicke ein eingetragener Verein. In einer Vorstandssitzung stimmte man über den neuen Namen ab. Aus den Argumentationen wurde deutlich, dass der Name VSG Altglienicke beibehalten wird. Die Rückbenennung in ASV wurde abgelehnt, existierte der Name doch nur ca. vier Jahre. Außerdem erinnerte die Abkürzung ASV auch an die Bezeichnung der ehemaligen Armeesportvereine der DDR.
| Saison  | Liga                 | Platz (von) |
| ------- | -------------------- | ----------- |
| (...)   | (...)                | (...)       |
| 1992/93 | Kreisliga A          | 08. (16)    |
| 1993/94 | Bezirksliga          | 08. (16)    |
| 1994/95 | Bezirksliga          | 02. (16)    |
| 1995/96 | Landesliga           | 09. (16)    |
| 1996/97 | Landesliga           | 16. (16)    |
| 1997/98 | Bezirksliga          | 15. (16)    |
| 1998/99 | Kreisliga A          | 13. (16)    |
| 1999/00 | Kreisliga A          | 16. (16)    |
| 2000/01 | Kreisliga B          | 13. (16)    |
| 2001/02 | Kreisliga B          | 09. (16)    |
| 2002/03 | Kreisliga B          | 05. (16)    |
| 2003/04 | Kreisliga B          | 02. (16)    |
| 2004/05 | Kreisliga A          | 08. (16)    |
| 2005/06 | Kreisliga A          | 14. (16)    |
| 2006/07 | Kreisliga A          | 01. (16)    |
| 2007/08 | Bezirksliga          | 03. (16)    |
| 2008/09 | Bezirksliga          | 01. (16)    |
| 2009/10 | Landesliga           | 02. (16)    |
| 2010/11 | Berlin-Liga          | 02. (18)    |
| 2011/12 | Berlin-Liga          | 01. (19)    |
| 2012/13 | Oberliga Nordost     | 09. (16)    |
| 2013/14 | Oberliga Nordost     | 07. (16)    |
| 2014/15 | Berlin-Liga          | 05. (18)    |
| 2015/16 | Berlin-Liga          | 01. (18)    |
| 2016/17 | Oberliga Nordost     | 01. (16)    |
| 2017/18 | Regionalliga Nordost | 15. (18)    |
| 2018/19 | Regionalliga Nordost | 14. (18)    |
| 2019/20 | Regionalliga Nordost | 02. (18)    |
| 2020/21 | Regionalliga Nordost | 02. (20)    |
| 2021/22 | Regionalliga Nordost | 04. (20)    |
| 2022/23 | Regionalliga Nordost | 05. (18)    |
| 2023/24 | Regionalliga Nordost | 06. (18)    |
| 2024/25 | Regionalliga Nordost | 09. (18)    |

### Seit 1991
Die erste Saison im gemeinsamen Spielbetrieb aus Ost und West endete mit dem Abstieg in die Kreisliga A. Mit Platz acht in der Saison 1992/93 wurde der Aufstieg in die neugeschaffene Bezirksliga (dritthöchste Berliner Spielklasse) geschafft. In der Saison 1994/95 wurde der Wiederaufstieg in die Landesliga geschafft. Nach dem neunten Platz in der Landesliga der Saison 1995/96 begann der sportliche Abstieg mit drei Abstiegen in vier Jahren. So spielte die VSG Altglienicke in der Saison 2000/01 nur noch in der Kreisliga B. Erst mit dem Aufstieg 2003/04 in die Kreisliga A begannen wieder bessere Zeiten für die VSG Altglienicke. Nach dem Aufstieg aus der Kreisliga A in der Saison 2006/07 spielte man zwei Jahre in der Bezirksliga.
Während der Saison 2006/07 geriet die zweite Mannschaft der VSG beim Spiel gegen die Reserve des TuS Makkabi Berlin in die bundesweiten Schlagzeilen. Die Spieler des jüdischen Sportvereins Makkabi verließen vor Spielende den Platz, nachdem sie von im Altglienicker Stadion anwesenden Besuchern mit antisemitischen Sprechchören wie „Jude verrecke“, „Synagogen müssen brennen“ oder „U-Bahn nach Auschwitz“ beleidigt wurden.
Nach dem noch knapp verpassten Aufstieg 2007/08 als Aufsteiger folgte nach der Saison 2008/09 der Aufstieg in die Landesliga. In der Landesliga-Saison 2009/10 holte man sofort den zweiten Platz und stieg über zwei Relegationsspiele gegen den Zweiten der anderen Landesliga-Staffel in die Berlin-Liga auf. Der Aufsteiger erreichte am Ende der Saison 2010/11 den zweiten Platz hinter dem BFC Viktoria 1889. In der nachfolgenden Saison 2011/12 belegte die VSG Altglienicke fast die gesamte Saison über Platz 1 und schaffte am 12. Mai 2012 vorzeitig die Berliner Meisterschaft und den Aufstieg in die NOFV-Oberliga, was mit dem erstmaligen Aufstieg in den überregionalen Fußball den größten sportlichen Erfolg der Vereinsgeschichte markierte.
In der ersten Oberliga-Saison startete die VSG Altglienicke fulminant mit einer Serie, wo es erst einmal mehr als sechs Spiele dauern sollte, bis man überhaupt ein Gegentor kassierte. Die Hinrunde beendete der Aufsteiger recht erfolgreich mit Platz 5. In der Rückrunde fand man hingegen, bis auf eine kleine Serie von vier erfolgreichen Spielen, nicht mehr wirklich Tritt und schloss schließlich am Ende auf Platz 9 ab. Auch in der Folgesaison gelang sportlich gesehen mit dem 7. Platz der Klassenerhalt, der Verein entschied sich jedoch aus wirtschaftlichen Gründen für den Rückzug aus der Oberliga. In der Berlin-Liga wieder angekommen, wurde in der Saison 2014/15 zunächst Platz 5 erreicht. Die nachfolgende Spielzeit 2015/16 konnte sich die VSG Altglienicke frühzeitig an der Tabellenspitze festsetzen und sicherte sich vier Spieltage vor Saisonende die Berliner Meisterschaft. Zwei Jahre nach dem freiwilligen Rückzug aus der Oberliga hat der Verein erklärt, sein Aufstiegsrecht wahrzunehmen und somit wieder eine Klasse höher zu spielen. Zusammen mit den ehemaligen Profispielern Björn Brunnemann und Torsten Mattuschka konnte sich die VSG in der Oberliga bereits nach drei Spieltagen erstmals an die Tabellenspitze setzen. Im Verlaufe der Saison konkurrierte Altglienicke mit Ligakonkurrent FSV Optik Rathenow um die Tabellenspitze. Zu Saisonende sicherte sich die VSG mit einem 2:2 beim SV Lichtenberg 47 und einem Punkt Vorsprung auf Optik die Meisterschaft. Damit spielt die VSG Altglienicke in der Saison 2017/18 erstmals in der Regionalliga Nordost. Da für diese Liga ihr Stadion nicht den Anforderungen des NOFV genügt, trug der Verein seine Heimspiele ab dieser Saison im Friedrich-Ludwig-Jahn-Sportpark aus.
Ebendort gelang in der Saison 2019/20 der größte Pokalerfolg der Vereinsgeschichte, indem am 22. August 2020 der FC Viktoria 1889 Berlin mit 6:0 besiegt und somit der Berliner Landespokal gewonnen werden konnte. Zudem konnte in der Regionalligasaison 2019/20 der 2. Platz erreicht werden. Dieser Tabellenplatz wurde mithilfe einer Quotientenregelung ermittelt, nachdem die Saison infolge der COVID-19-Pandemie abgebrochen worden war. Nach der „unbereinigten“ Tabelle zum Zeitpunkt des Saisonabbruchs stand die VSG Altglienicke sogar aufgrund der besseren Tordifferenz – punktgleich mit dem 1. FC Lokomotive Leipzig – auf dem ersten Tabellenplatz. Altglienicke hatte jedoch ein Spiel mehr absolviert, sodass durch die Quotenregelung Lok Leipzig zum Tabellenersten gekürt wurde.
Zum Jahresende 2020 lief die Betriebsgenehmigung des Jahn-Sportparks zunächst ab, weshalb die VSG Altglienicke ins Amateurstadion im Olympiapark wechselte. Später wurde die Genehmigung erneut erteilt, als der FC Viktoria 1889 Berlin eine Spielstätte für die 3. Liga benötigte, Altglienicke blieb aber im Olympiapark. In der Saison 2021/22 erreichte Altglienicke erneut das Berliner Landespokalfinale, unterlag jedoch dieses Mal im Mommsenstadion dem FC Viktoria 1889 Berlin mit 1:2 nach zwei Gegentoren in der Nachspielzeit. Von Januar 2023 bis zum Ende der Saison 2023/24 spielte Altglienicke erneut im Jahn-Sportpark. In der Saison 2024/25 wurden die Heimspiele im Hans-Zoschke-Stadion in Lichtenberg ausgetragen. Da es der VSG zur Saison 2025/26 erneut an einem Regionalliga-tauglichen Stadion fehlte, wich der Verein ins brandenburgische Fürstenwalde aus.

## Kader der Saison 2025/26
(Stand: 11. August 2025)
| Nr.        | Nat.         | Spieler                | Geboren       | Im Verein seit | Vorheriger Verein          |
| ---------- | ------------ | ---------------------- | ------------- | -------------- | -------------------------- |
| Tor        |              |                        |               |                |                            |
| 1          | Deutschland  | Luis Zwick             | 24. Mai 1994  | 2024           | Berliner AK 07             |
| 12         | Deutschland  | Malik Liao             | 24. Juli 2006 | 2025           | BFC Dynamo U19             |
| 22         | Deutschland  | Luis Klatte            | 1. März 2000  | 2025           | Hamburger SV II            |
| Abwehr     |              |                        |               |                |                            |
| 04         | Deutschland  | Nico Lübke             | 31. Juli 2001 | 2025           | SF Lotte                   |
| 05         | Deutschland  | David Kébé             | 25. März 2003 | 2025           | Kickers Emden              |
| 13         | Deutschland  | Damian Roßbach         | 27. Feb. 1993 | 2025           | Hansa Rostock              |
| 16         | Deutschland  | Patrick Kapp           | 20. Juli 1997 | 2024           | VfB Stuttgart II           |
| 17         | Turkei       | Uğur Tezel             | 27. Feb. 1997 | 2023           | FC Carl Zeiss Jena         |
| 27         | Deutschland  | Noah Kardam            | 12. Feb. 2005 | 2025           | Hertha BSC II              |
| 35         | Deutschland  | Ben Wagner             | 11. Juli 2004 | 2023           | Energie Cottbus U19        |
| 38         | Syrien       | Syaband Ali            | 1. Jan. 2007  | 2024           | FC Viktoria Berlin U17     |
| Mittelfeld |              |                        |               |                |                            |
| 06         | Deutschland  | Louis Wagner           | 9. Sep. 2002  | 2025           | FC Hertha 03 Zehlendorf    |
| 07         | Deutschland  | Paul Manske            | 13. Aug. 2001 | 2023           | SV Meppen                  |
| 08         | Deutschland  | Biyan Kizildemir       | 24. Mai 2004  | 2025           | Hertha BSC II              |
| 20         | Deutschland  | Philip Türpitz         | 23. Aug. 1991 | 2023           | Türkgücü München           |
| 21         | Deutschland  | Jonas Hartl            | 4. Feb. 2005  | 2025           | FC Hertha 03 Zehlendorf    |
| 23         | Deutschland  | Tim Rieder             | 3. Sep. 1993  | 2025           | PAS Ioannina               |
| 24         | Burkina Faso | Mohamed Sydney Sylla   | 27. Dez. 1996 | 2025           | FC Viktoria Berlin         |
|            | Deutschland  | David Billand          | 8. Apr. 2007  | 2025           | Eigene Jugend              |
| Sturm      |              |                        |               |                |                            |
| 09         | Deutschland  | Johannes Manske        | 12. Feb. 2000 | 2025           | Greifswalder FC            |
| 10         | Deutschland  | Jonas Nietfeld         | 15. Jan. 1994 | 2025           | Hallescher FC              |
| 11         | Deutschland  | Dominik Schickersinsky | 28. Feb. 2004 | 2025           | Hertha BSC II              |
| 19         | Deutschland  | Jonas Saliger          | 13. März 2004 | 2025           | 1. FC Köln II              |
| 29         | Deutschland  | Julien Friedrich       | 12. Nov. 2006 | 2025           | 1. FC Union Berlin (Leihe) |
| 33         | Deutschland  | Anthony Roczen         | 16. Aug. 1999 | 2025           | Hallescher FC              |

## Bekannte Spieler
- Francis Banecki, ehemals Spieler der Bundesliga, 2014–2017
- Lennart Hartmann, ehemals Spieler der Bundesliga, 2016–2017
- Ronny Nikol, ehemals Spieler der 2. Bundesliga, 2012/13 beim Verein
- Kevin Pannewitz, ehemals Spieler der Bundesliga, 2015–2016
- Marcus Rickert, ehemals Spieler der 2. Bundesliga, von 2015 bis 2018 beim Verein
- Boné Uaferro, Deutschland U-18 von FC Schalke 04 II, Jugendspieler 1997–2003
- Torsten Mattuschka, ehemals Energie Cottbus und 1. FC Union Berlin, von 2016[8] bis 2018 als Spieler, anschließend als Co-Trainer
- Björn Brunnemann, ehemals FC St. Pauli und 1. FC Union Berlin, von 2016 bis 2019 und ab 2020 beim Verein, ab Juli 2022 Trainer von Altglienicke II
- Chinedu Ede, ehemaliger Spieler in der Bundesliga für Hertha BSC und 1. FSV Mainz 05, der 2. Bundesliga für Arminia Bielefeld und 1. FC Union Berlin, zypriotischen, niederländischen und thailändischen ersten Liga, seit 2018 beim Verein
- Christopher Quiring, ehemals Spieler in der 2. Bundesliga bei 1. FC Union Berlin
- Boubacar Sanogo, 2017–2018, ehemals Bundesligaspieler und ivorischer Nationalspieler
- Philip Türpitz, ehemals Spieler in der 2. Bundesliga, Saison 2019/20 beim 1. FC Magdeburg und in der Saison 2020/21 beim SV Sandhausen.

## Spielorte
Heimstätte des Vereins ist das Stadion Altglienicke im Bezirk Treptow-Köpenick mit einer Zuschauerkapazität von 2500 Plätzen. 
Da die Sportanlage für den Spielbetrieb in der Regionalliga nicht zugelassen ist, spielte die VSG ab 2017 zunächst im Friedrich-Ludwig-Jahn-Sportpark, ab 2021 im Stadion auf dem Wurfplatz, ab 2024 im Hans-Zoschke-Stadion und seit 2025 im Karl-Friedrich-Friesen-Stadion (bzw. Spree-Arena) im brandenburgischen Fürstenwalde. 

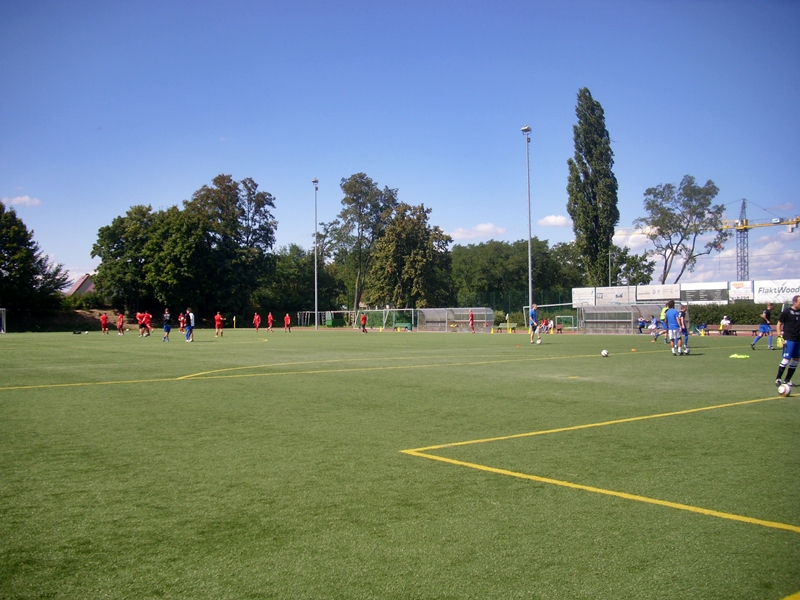
Stadion Altglienicke
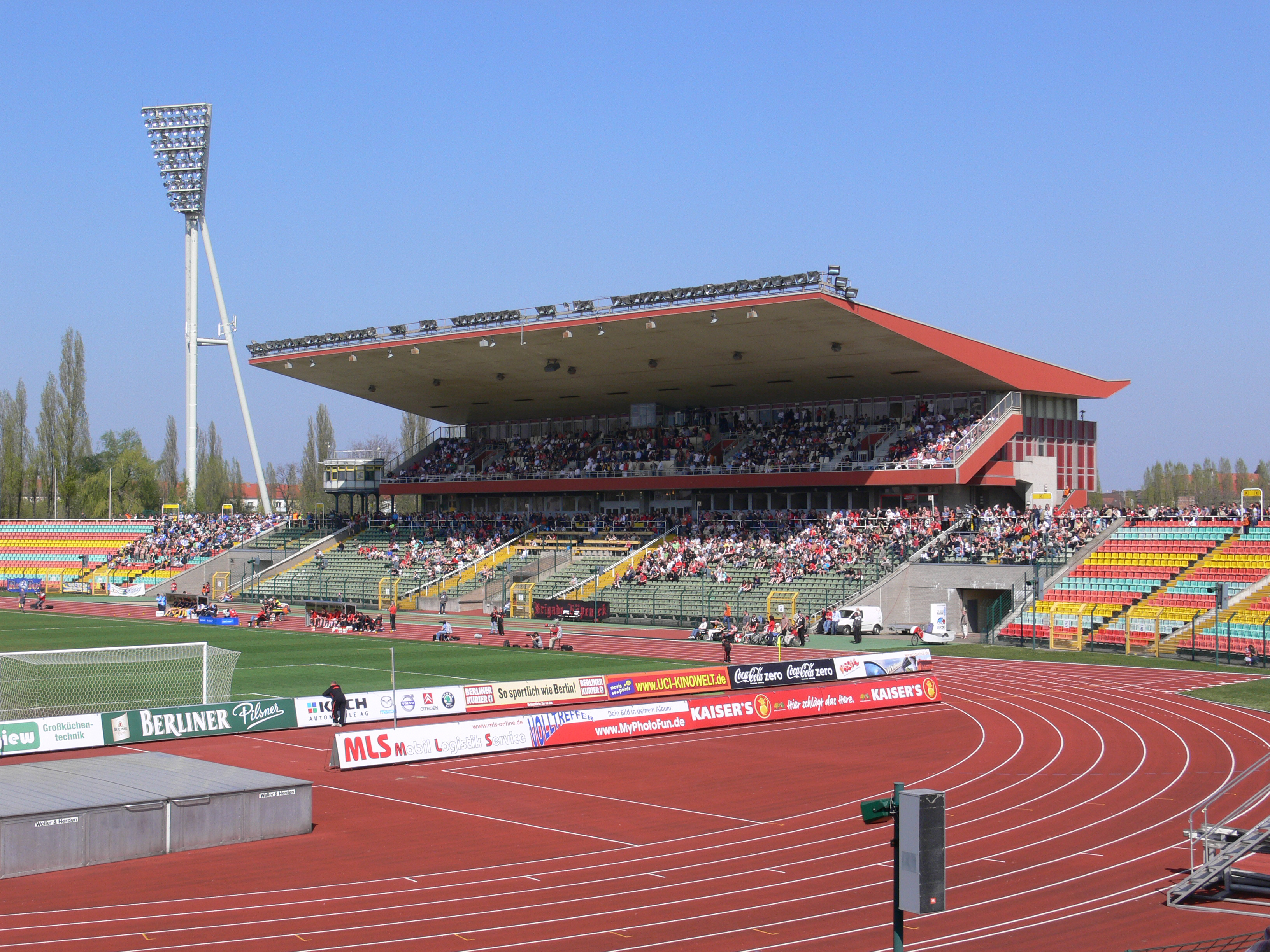
Friedrich-Ludwig-Jahn-Sportpark
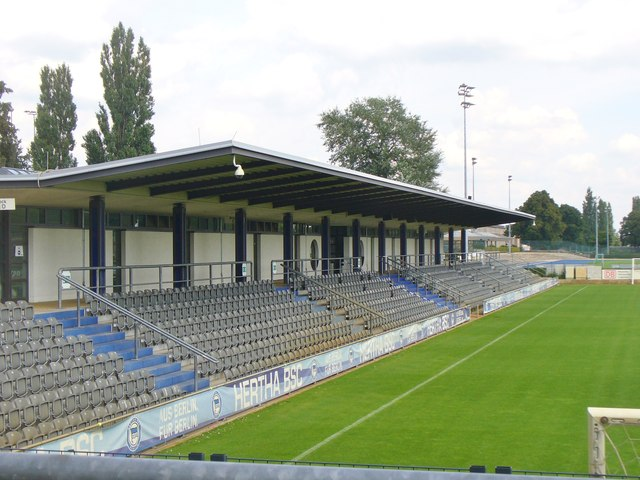
Stadion auf dem Wurfplatz
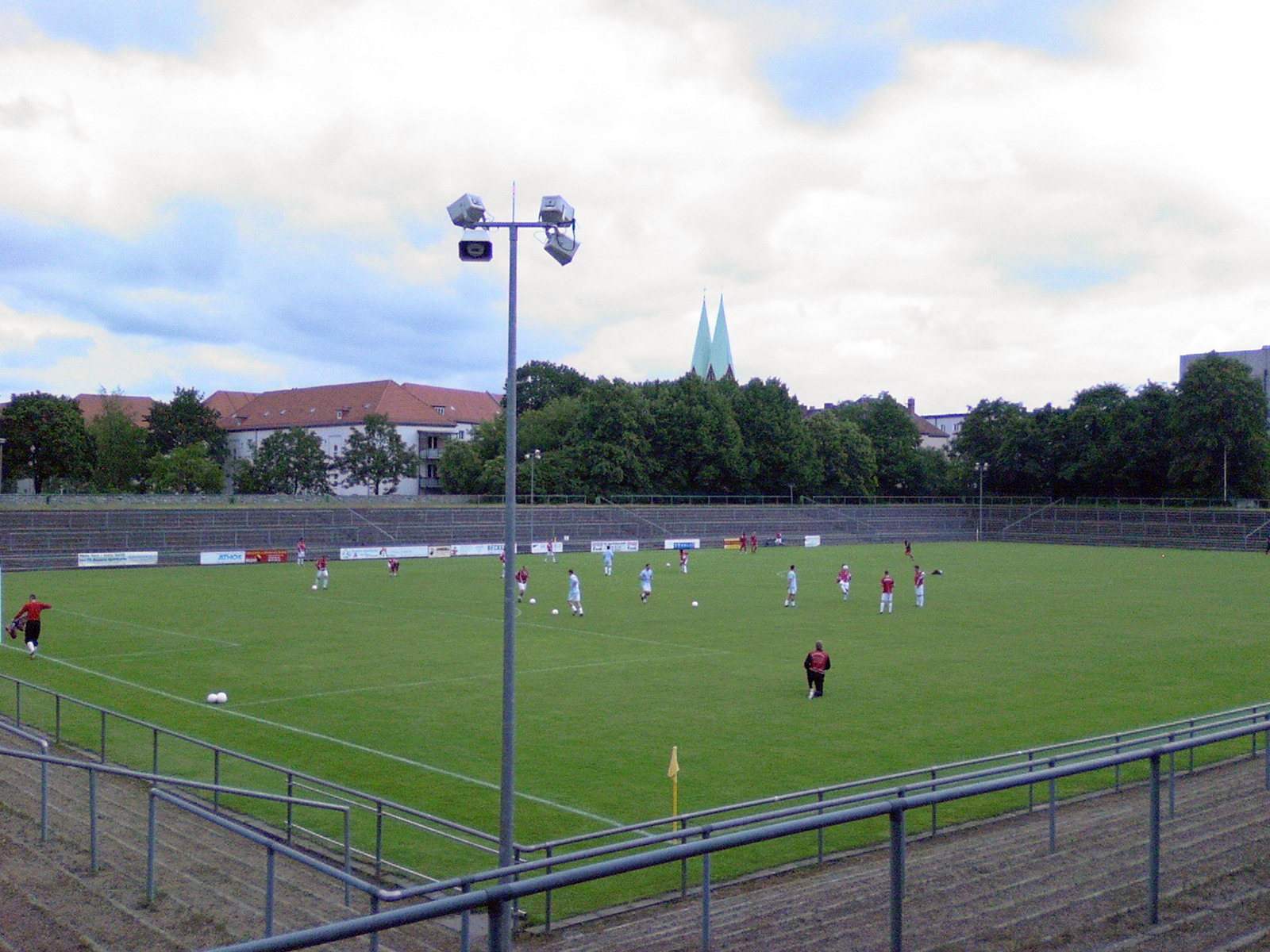
Hans-Zoschke-Stadion

## Erfolge
- Berliner Landespokal: 2020
- Berliner Meister: 2012, 2016
- Ewige Tabelle der Berlin-Liga: 34. Platz
- Meister Fußball-Oberliga Nordost 2016/17#Staffel Nord: 2017